# Счастливчик (телесериал)
«Счастливчик» — британский драматический сериал, выпущенная Carnival Films и POW! Entertainment для телеканала Sky 1, который рассказывает историю детектива Гарри Клейтона (Джеймс Несбитт), который получил возможность управлять удачей. Сериал дебютировал 22 января 2016, и стал самым рейтинговым проектом канала Sky 1 на сегодняшний день. Сериал был продлен на второй и третий сезоны.

## Сюжет
Гарри Клейтон — крайне невезучий в работе и личной жизни полицейский из лондонского Департамента уголовного розыска. Однажды Гарри встречает таинственную незнакомку, которая дарит ему древний браслет. Обладатель этой непростой побрякушки получает способность контролировать удачу. Но у любого подобного подарка есть своя цена.

## Актерский состав
| Актёры                | Персонаж               | Сезоны          | Сезоны          | Сезоны          |
| Актёры                | Персонаж               | 1               | 2               | 3               |
| Основной состав       | Основной состав        | Основной состав | Основной состав | Основной состав |
| --------------------- | ---------------------- | --------------- | --------------- | --------------- |
| Джеймс Несбитт        | Гарри Клейтон          | Постоянно       | Постоянно       |                 |
| Ив Бест               | Анна Клейтон           | Постоянно       | Постоянно       |                 |
| Сиенна Гиллори        | Ева Александри         | Постоянно       | Постоянно       |                 |
| Амара Каран           | Сури Чохан             | Постоянно       | Постоянно       |                 |
| Стивен Макинтош       | Алистер Винтер         | Постоянно       | Постоянно       |                 |
| Даррен Бойд           | Стив Оруэлл            | Постоянно       | Постоянно       |                 |
| Стефен Хэйгэн         | Рич Клейтон            | Постоянно       | Постоянно       |                 |
| Сендхил Рамамурти     | Никейл Джулиан/Голдинг | Постоянно       | Гость           |                 |
| Текла Рютен           | Изабелла Августин      |                 | Постоянно       |                 |
| Второстепенный состав |                        |                 |                 |                 |
| Лейла де Меса         | Дэйзи Клейтон          | Периодически    | Периодически    |                 |
| Джин Лу               | Лили-Энн Лау           | Периодически    | Периодически    |                 |
| Омид Джалили          | Калим                  | Периодически    |                 |                 |
| Джон Хопкинс          | Чарльз Коллинз         | Периодически    |                 |                 |
| Берн Горман           | Даг                    | Периодически    |                 |                 |
| Кеннет Цанг           | Фредди Лау             | Периодически    |                 |                 |
| Джозеф Гатт           | Юрий Беккер            | Периодически    |                 |                 |
| Джонатан Арис         | Ральф Дикенсон         |                 | Периодически    |                 |
| Джонатан Керриган     | Джонни Хоторн          |                 | Периодически    |                 |

## Обзор сезонов
| Сезон | Сезон | Эпизоды | Оригинальная дата показа | Оригинальная дата показа |
| Сезон | Сезон | Эпизоды | Премьера сезона          | Финал сезона             |
| ----- | ----- | ------- | ------------------------ | ------------------------ |
|       | 1     | 10      | 22 января 2016 года      | 25 марта 2016 года       |
|       | 2     | 10      | 24 февраля 2017 года     | 28 апреля 2017 года      |
|       | 3     | 8       | 20 июля 2018 года        | 7 сентября 2018 года     |